# Вунгтау (аеропорт)
Аеропорт Вунгтау (в'єт. Sân bay Vũng Tàu), (IATA: VTG, ICAO: VVVT) — в'єтнамський комерційний аеропорт, розташований неподалік від центрального району міста Вунгтау.

## Загальні відомості
Аеропорт Вунгтау експлуатує злітно-посадкову смугу довжиною 1000 метрів і обслуговує невеликі літаки класу Ан-38 та ATR-72.